# Zelene (Zelene), Bahciîsarai
Zelene (în ucraineană Зелене) este localitatea de reședință a comunei Zelene din raionul Bahciîsarai, Republica Autonomă Crimeea, Ucraina.

## Demografie
Componența lingvistică a localității Zelene
     Rusă (47,14%)
     Tătară crimeeană (38,21%)
     Ucraineană (6,43%)
     Belarusă (1,79%)
Conform recensământului din 2001, nu exista o limbă vorbită de majoritatea populației, aceasta fiind compusă din vorbitori de rusă (47,14%), tătară crimeeană (38,21%), ucraineană (6,43%) și belarusă (1,79%).